# Molí fariner de la Creueta
El Molí fariner de la Creueta és una obra de Pratdip (Baix Camp) inclosa a l'Inventari del Patrimoni Arquitectònic de Catalunya.

## Descripció
Estructura arquitectònica de planta quadrangular, amb parets de pedra escairada i morter. Actualment es conserva la façana i part dels murs laterals, de la mateixa manera que restes del cacau i de la bassa. L'interior es troba enderrocat.
Es diferencien fins a tres altures, considerant la planta baixa, on es troba la porta d'accés - avui tapiada - i les dues fileres de finestres sobreposades.